# Мелиоли, Бартоломео

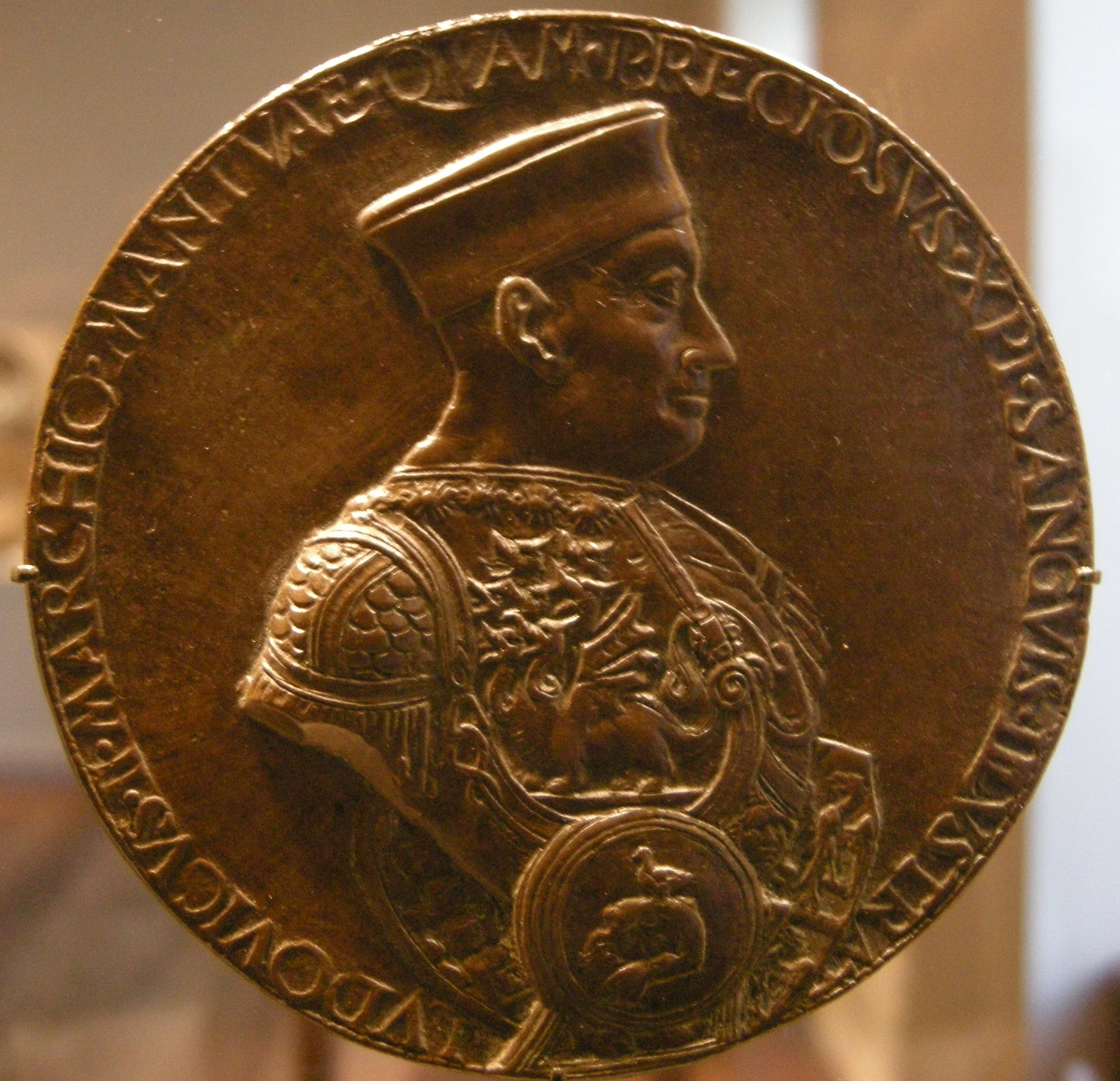
Медаль с портретом Лудовико III Гонзага

Бартоломео Мелиоли (итал. Bartolomeo Melioli или Meliolus, 1448, Мантуя — 1514, Мантуя) — итальянский ювелир, медальер и резчик монетных штемпелей, один из немногих резчиков ренессансных монет, чьи имена известны.

## Биография
Примерно с 1492 года руководил монетным двором в Мантуе. Предполагается, что им созданы штемпеля всех монет маркграфа Мантуи Франческо II (1484—1519), считающихся шедеврами монетной чеканки итальянского Возрождения.
Известно несколько изготовленных им медалей: четыре медали в честь представителей династии Гонзага, подписанные «MELIOLVS DIVAVIT» или «MELIOLVS SACRAVIT», и медаль в честь посещения в 1474 году Мантуи королём Дании Кристианом I.